# Buhigwe (Distrikt)
Buhigwe liegt im Westen von Tansania und ist ein Distrikt der Region Kigoma. Er grenzt im Norden an Burundi, im Osten und im Südosten an den Distrikt Kasulu und im Süden und im Westen an den Distrikt Kigoma.

## Geographie
Buhigwe hat eine Größe von 1700 Quadratkilometer und 240.005 Einwohner (Volkszählung 2022). Der Distrikt ist topographisch in zwei Zonen gegliedert: Das Flachland in einer Höhe von 900 bis 1400 Meter über dem Meer, mit ausgedehnten Miombo Wäldern, und das Hochland mit Grasflächen, die zwischen 1400 und 1800 Meter hoch liegen. Die Entwässerung erfolgt nach Westen in den Tanganjikasee. Jährlich fallen 800 bis 1800 Millimeter Regen, hauptsächlich von Mitte September bis Ende Mai. Die Durchschnittstemperaturen liegen zwischen 15 und 26 Grad im Hochland, im Flachland bis 29 Grad Celsius. Die wärmste Zeit ist von September bis Dezember.

## Geschichte
Der Distrikt wurde im Jahr 2012 gegründet.

## Verwaltungsgliederung
Buhigwe besteht aus den zwei Divisionen Munanila und Muyama und aus insgesamt 20 Bezirke (Wards, Stand 2022):
- Biharu
- Buhigwe
- Bukuba
- Janda
- Kajana
- Kibande
- Kibwigwa
- Kilelema
- Kinazi
- Mkatanga
- Mubanga
- Mugera
- Muhinda
- Munanila
- Munyegera
- Munzeze
- Muyama
- Mwayaya
- Nyamugali
- Rusaba

| Die dominante ethnische Gruppe im Distrikt sind die Waha, mehr als 98 Prozent gehören ihr an. Die Einwohnerzahl stieg von 189.689 bei der Volkszählung 2002 auf 254.342 im Jahr 2012. Das entspricht einem jährlichen Wachstum von drei Prozent beziehungsweise einer Verdopplungszeit von 24 Jahren. Die Alphabetisierungsrate der Über-Fünfzehnjährigen stieg in diesem Zeitraum von 65 auf 73 Prozent. Im Jahr 2012 sprachen fast sechzig Prozent der über Fünfjährigen Swahili, sechs Prozent Swahili und Englisch, etwas über einem Drittel waren Analphabeten. Im Jahr 2022 lebten 240.005 Menschen in 45.117 Haushalten. | Die zur Anzeige dieser Grafik verwendete Erweiterung wurde dauerhaft deaktiviert. Wir arbeiten aktuell daran, diese und weitere betroffene Grafiken auf ein neues Format umzustellen. (Mehr dazu) |

- Bildung: Für die Ausbildung der Jugend stehen im Distrikt 89 Grundschulen und 23 weiterführende Schulen zur Verfügung, davon werden eine Grundschule und fünf weiterführende Schulen privat betrieben.[8] Im Jahr 2017 besuchten 55.000 Schüler eine Grundschule. Dafür standen 743 Lehrkräfte zur Verfügung, was einem Lehrer-Schüler-Verhältnis von 1:73 entspricht.[9]
- Gesundheit: Im Distrikt gibt es vier Gesundheitszentren, wovon zwei staatlich und zwei von religiösen Einrichtungen betrieben werden, und 29 Apotheken.[8]
- Wasser: Etwas mehr als zwei Drittel der Bevölkerung haben Zugang zu sicherem und sauberem Wasser.[10]

| - Landwirtschaft: Die Landwirtschaft ist der wichtigste Wirtschaftszweig. Neunzig Prozent der Bevölkerung betreiben Ackerbau. Im Jahr 2016/2017 wurden 60.000 Hektar bebaut, das sind fast zwei Drittel der urbaren Fläche. Für den Eigenbedarf wurden vor allem Bananen, Mais, Maniok und Süßkartoffel gepflanzt, für den Verkauf bestimmt waren Kaffee, Ingwer und Palmöl. Die Erträge stagnieren wegen fehlender Bewässerungsstrukturen, unzureichender Betriebsmittel und Pflanzenkrankheiten. Die Tabelle unten zeigt Anbaufläche, Ernte und Ertrag je Hektar der wichtigsten Produkte und einen Vergleich mit der Tomatenproduktion in Europa. Etwa die Hälfte der Haushalte hält auch Nutztiere. Im Jahr 2012 waren dies vor allem Geflügel, Ziegen und Rinder. | Die zur Anzeige dieser Grafik verwendete Erweiterung wurde dauerhaft deaktiviert. Wir arbeiten aktuell daran, diese und weitere betroffene Grafiken auf ein neues Format umzustellen. (Mehr dazu) |

| Frucht         | Anbaufläche [ha] | Ernte [t] | Ertrag [t/ha] |
| -------------- | ---------------- | --------- | ------------- |
| Bananen        | 10.628           | 167.387   | 15            |
| Mais           | 16.568           | 33.136    | 2             |
| Maniok         | 18.630           | 130.410   | 7             |
| Süßkartoffel   | 238              | 1.190     | 5             |
| Palmöl         | 172              | 138       | 1             |
| Bohnen         | 12.927           | 15.512    | 1             |
| Erdnüsse       | 740              | 2.220     | 3             |
| Erbsen         | 12.300           | 12.300    | 1             |
| Tomaten        | 672              | 2.688     | 4             |
| Tomaten (Wien) | 48               | 20.100    | 400           |

- Straßen: Der Distrikt wird im nordwestlichsten Teil von der Nationalstraße T19 berührt, die Kigoma mit Burundi verbindet.[14][15] Im Jahr 2017 gab es rund 300 Kilometer Straßen im Distrikt. Davon waren über achtzig Prozent Erdstraßen, der Rest war geschottert; es gab keine asphaltierten Straßen.[16]

## Politik
In Buhigwe wird ein Distriktrat (District council) alle 5 Jahre gewählt. Bei der Wahl im Jahr 2019 wurde Venance Kigwinya Vorsitzender.[veraltet]

## Persönlichkeiten
- Philip Mpango, Vizepräsident von Tansania, wurde in Buhigwe geboren.[19]